# Deer Creek (Minnesota)
Deer Creek és una població dels Estats Units a l'estat de Minnesota. Segons el cens del 2000 tenia 328 habitants.

## Demografia
Segons el cens del 2000, Deer Creek tenia 328 habitants, 143 habitatges, i 94 famílies. La densitat de població era de 31,5 habitants per km².
Dels 143 habitatges en un 27,3% hi vivien nens de menys de 18 anys, en un 55,2% hi vivien parelles casades, en un 7,7% dones solteres, i en un 33,6% no eren unitats familiars. En el 29,4% dels habitatges hi vivien persones soles el 16,1% de les quals corresponia a persones de 65 anys o més que vivien soles. El nombre mitjà de persones vivint en cada habitatge era de 2,29 i el nombre mitjà de persones que vivien en cada família era de 2,81.
Per edats la població es repartia de la següent manera: un 26,2% tenia menys de 18 anys, un 5,5% entre 18 i 24, un 23,2% entre 25 i 44, un 26,8% de 45 a 60 i un 18,3% 65 anys o més.
L'edat mediana era de 41 anys. Per cada 100 dones de 18 o més anys hi havia 95,2 homes.
La renda mediana per habitatge era de 28.558 $ i la renda mediana per família de 37.656 $. Els homes tenien una renda mediana de 28.438 $ mentre que les dones 18.750 $. La renda per capita de la població era de 14.097 $. Entorn del 2,4% de les famílies i el 8,7% de la població estaven per davall del llindar de pobresa.

## Poblacions més properes
El següent diagrama mostra les poblacions més properes.